# Fisicalismo
Fisicalismo é a tese metafísica de que tudo é físico, ou, recorrendo à noção de superveniência, é a doutrina segundo a qual tudo é superveniente ao físico. Fisicalismo é uma forma de monismo ontológico de substância, por oposição ao dualismo ou ao pluralismo.
A ideia geral é que a natureza do mundo vigente se conforma a uma certa condição: a condição de ser físico. No entanto, a maioria dos fisicalistas não nega que o mundo pode conter itens que, à primeira vista, não parecem físicos — itens de natureza biológica, moral, ou social. Mas eles insistem que, em última instância, esses itens são físicos ou são supervenientes a outros itens físicos.

## Terminologia
Os termos "fisicalismo" e "materialismo" são, frequentemente, usados de forma indistinta. Embora o seu significado possa ser semelhante, as suas origens são bastante diferentes. A palavra "materialismo" é muito antiga, mas a palavra "fisicalismo" foi introduzida na filosofia apenas na década de 1930 por Otto Neurath  e Rudolf Carnap, ambos membros do Círculo de Viena. Estes filósofos entendiam por fisicalismo a tese linguística de que cada declaração com algum significado é sinónima a alguma declaração física. Materialismo, por outro, sempre foi interpretado como uma doutrina metafísica que afirma algo acerca da natureza do mundo. Com a queda do positivismo lógico do Círculo de Viena, esta distinção entre os dois termos foi, em grande parte, rejeitada, e o fisicalismo é visto na filosofia contemporânea como uma tese metafísica.
Outros filósofos sugerem que fisicalismo é distinto de materialismo por outra razão. Enquanto que "materialismo" faz referência direta ao conceito de matéria, o fisicalismo parece ter um domínio mais permissivo. Por exemplo, forças como a gravidade são físicas, mas não é claro que sejam materiais no sentido tradicional do termo. É, portanto, tentador utilizar-se o termo "fisicalismo" para, por um lado, distanciar-se da tese materialista que é cientificamente obsoleta e, por outro, enfatizar a relação desta nova doutrina com as ciências físicas. Na prática, a discussão acerca do significado do termo não tem muita importância pois ambos são usados indistintamente e muitos filósofos fisicalistas utilizam o termo "materialismo" para se referirem à sua doutrina.

## Introdução
Se o fisicalismo afirma que tudo é físico, colocam-se três perguntas que nos permite abordar o tema de forma algo sistemática:
1. O que significa dizer que tudo é físico?
2. O que significa dizer que tudo é físico?
3. É verdade que tudo é físico?

As duas primeiras perguntas são de natureza interpretativa. A primeira, chamemos de questão da plenitude, mantém fixo o problema do que significa satisfazer a condição de ser físico e, em vez disso, indaga sobre que significa tudo satisfazer essa condição. A segunda, chamemos questão da condição, mantém fixo o problema do que significa tudo satisfazer uma certa condição ou outra, e inquere, em vez disso, qual é essa condição, ser físico, que tudo tem de satisfazer.
A terceira pergunta, chamemos de questão do valor de verdade, pede-nos para dizer, uma vez entendido o significado de tudo e de físico, se, de facto, é verdade que tudo satisfaz a condição de ser físico no nosso mundo.

## Fisicalismo de superveniência
Uma resposta à questão da plenitude baseia-se na noção de superveniência que pode ser entendida da seguinte forma:
Diz-se que um conjunto de propriedades A (globais) é superveniente sobre um conjunto de propriedades B (básicas) se qualquer alteração no conjunto A implicar uma alteração no conjunto B.
Para efeitos ilustrativos, considere-se o exemplo que David Lewis propõe: "Uma matriz de pintas tem propriedades globais — simetria, desordem, etc — e, no entanto, tudo o que há na figura são as pintas e a ausência delas em cada ponto. As propriedades globais são padrões nas pintas, são supervenientes — duas matrizes não podem diferir nas suas propriedades globais sem diferirem, de alguma forma, na distribuição das suas pintas."
Um fisicalismo baseado nesta noção de superveniência, chamemos fisicalismo de superveniência, defende que, tal como as características globais da imagem são supervenientes às pintas, também tudo é superveniente ao físico. Uma declaração mais formal desta tese é dada em termos de mundos possíveis:
(1) Fisicalismo é verdadeiro em um mundo possível w se e só se qualquer mundo que seja um duplicado físico de w, for um duplicado simpliciter de w.
Esta é a primeira tentativa de resposta à questão da plenitude que pergunta o que significa dizer que tudo é físico. De acordo com (1), significa que, se o fisicalismo for verdadeiro, não existe um mundo possível que seja igual ao mundo vigente em todas as circunstâncias físicas, mas diferente ao nível psicológico, social ou biológico.

### Objeções e respostas
Vejamos, agora, quatro objeções feitas a esta tese inicial e possíveis reformulações da declaração (1) com vista a responder a essas objeções.

#### A molécula de amónio
Seja W* um mundo possível exatamente igual ao mundo vigente exceto em um aspeto: tem uma molécula de amónio extra localizada nos anéis de Saturno. É natural supor que em W*, a distribuição das propriedades mentais é exatamente igual à do mundo atual. Por outro lado, uma vez que (1) apenas se refere a mundos que são duplicados físicos exatos do mundo vigente e nada diz sobre mundos que são diferentes apenas em pequenos detalhes como o W*, é possível que tal mundo seja radicalmente diferente em termos da distribuição das propriedades mentais. Fica, então, aberta a possibilidade de que, em W*, tudo tem propriedades mentais, ou nada tem, ou algo entre os dois extremos. Mas isto parece intuitivamente absurdo. 
A resposta mais simples é afirmar que a objeção mistura dois problemas que devem manter-se separados: a questão sobre o que o próprio fisicalismo diz sobre W*, e a questão do que o nosso conhecimento geral diz sobre W*. É verdade que o fisicalismo só por si não diz nada sobre a distribuição das propriedades mentais em W*, no entanto sabemos de forma independente da tese fisicalista qual é essa distribuição - uma idêntica à nossa. 

#### O estatuto modal
Alguns filósofos  entendem o fisicalismo que, a ser verdadeiro, é uma verdade necessária ou conceptual. Mas a afirmação (1) permite uma interpretação contingente. (1) diz que o fisicalismo é verdadeiro em algum mundo no caso de esse mundo respeitar certas condições, mas deixa em aberto se o mundo vigente de facto satisfaz essas condições. Para alguns, é enigmático que o fisicalismo seja estabelecido usando noções modais e ainda assim seja contingente. Para se ver o problema, note-se primeiro que, fisicalismo de superveniência afirma que:
(2) As verdades físicas implicam logicamente todas as verdades.
S é uma declaração que especifica a natureza física do mundo vigente, e S* é uma declaração que especifica a natureza total do mundo. Então, se fisicalismo for verdadeiro, é verdade que:
(3) S implica S*.
A declaração (3) parece ser equivalente a fisicalismo e é claramente uma verdade necessária. Isto é incompatível com a interpretação de (1) de que fisicalismo é contingente.
A resposta mais simples a esta objeção é dizer que (3) é uma verdade necessária, mas não é equivalente ao fisicalismo. Em vez disso, (3) é uma consequência do fisicalismo dadas várias assunções contingentes. Em particular as assunções contingentes de que S e S* são as declarações que dizemos que são, ou seja, que S especifica a natureza física do mundo vigente, e S* especifica a natureza total do mundo. Por outro lado, (2) é equivalente a fisicalismo, mas não é necessária.

#### Ectoplasma epifenomenal
Imagine-se um mundo W* que é exatamente igual ao nosso na distribuição das propriedades físicas e mentais, mas com uma diferença: contém algum tipo substância que não interage causalmente com mais nada no mundo, o ectoplasma epifenomenal. Esta possibilidade é incompatível com a possibilidade de o fisicalismo ser verdadeiro no nosso mundo, pois, segundo (1), se o fisicalismo for verdadeiro no mundo vigente, um duplicado físico, tal como W*, tem de ser um duplicado simpliciter, e W* não é um duplicado simpliciter. Parece contraintuitivo dizer que a possibilidade de um mundo como W* nega o fisicalismo no nosso mundo, ou que a veracidade do fisicalismo no nosso mundo nega a possibilidade de um mundo como W.
Uma solução para este problema avançada por Frank Jackson passa por ajustar (1) para que  a verdade do fisicalismo exclua a possibilidade do mundo W*:
(4) Fisicalismo é verdadeiro em algum mundo possível w se e só se algum mundo que é um duplicado físico mínimo de w é um duplicado simpliciter de w.
Onde "duplicado físico mínimo" significa um mundo possível que é idêntico em todos as aspetos físicos, mas não contém nada mais; em particular, não contém nenhum ectoplasma epifenomenal. Ao contrário de (1), o fisicalismo de (4) não exclui a possibilidade de W*.
Uma segunda solução, proposta por David Chalmers, sugere substituir (1) por:
(5) Fisicalismo é verdadeiro em algum mundo possível w se e só se algum mundo que é um duplicado físico de w é também um duplicado positivo de w'.
Onde duplicado positivo refere-se a mundo possível que instancia todas as propriedades positivas do mundo vigente, e onde um propriedade positiva é definida como "uma que, se instanciada em um mundo W, é também instanciada pelo individuo correspondente em todos os mundos que contêm W como uma parte própria". O fisicalismo de (5) também não exclui a possibilidade de W*, e é, portanto, preferível a (4).

#### Os bloqueadores
Imagine-se um mundo possível W* semelhante ao nosso em relação à distribuição das propriedades físicas e mentais mas com a seguinte diferença: a relação entre factos físicos e factos mentais é de superveniência fraca, onde factos físicos implicam factos mentais, desde que não haja factos que bloqueiem essa implicação. Chamemos estes factos bloqueadores. Por exemplo, estar numa certa condição física P implicaria sentir dor, desde que o sujeito não instanciasse também uma outra propriedade B (bloqueador). Se o sujeito instancia tanto P como B, então não sente dor, mas se instancia P e não B, então sente dor. Intuitivamente, parece que o fisicalismo é falso em W* em virtude da existência dos bloqueadores. O problema é que a definição (4) não falsifica o fisicalismo em W*: um duplicado físico mínimo pode ser um duplicado simpliciter mesmo com a presença de bloqueadores.
Uma resposta possível é resistir à intuição de que o fisicalismo é falso em W* nas circunstâncias descritas, mesmo adotando a definição (4) de Jackson. Uma resposta diferente é recorrer a uma formulação de fisicalismo que é mais fraca do que o fisicalismo de superveniência. Uma terceira resposta é dizer que este problema destaca a diferença entre as duas possibilidades de resposta ao problema do ectoplasma epifenomenal. Se for adotada a definição (5) em vez da (4), há a vantagem de o problema dos bloqueadores também ficar resolvido. Pois, se a relação do mental com o físico que se verifica em W* for de necessidade fraca, então, o fisicalismo é falso em W*, assim como é falso afirmar que um duplicado físico de W* é um duplicado positivo de W*. Em alguns duplicados físicos, por exemplo, não haveria qualquer propriedade psicológica.
Não é consensual que qualquer uma destas respostas resolva o problema, pelo que ainda é uma discussão em aberto na literatura.

### Superveniência e fisicalismo mínimo
Apesar de o fisicalismo ser uma teoria geral sobre a natureza do mundo, é no âmbito da filosofia da mente que ocorre a maior parte da discussão acerca deste tópico. É importante notar que, em particular, fisicalismo de superveniência é neutral em relação a muitas questões investigadas na filosofia da mente, assim como em outras áreas. Nesse sentido, fisicalismo de superveniência é visto como um tipo de fisicalismo mínimo: apreende apenas um compromisso mínimo ou central do fisicalismo. Fisicalistas podem diferir uns dos outros em muitos aspetos, mas todos têm de advogar, pelo menos, fisicalismo de superveniência. 
Em relação ao uso do termo "fisicalismo" na filosofia da mente importa fazer mais duas notas. Primeiro, por vezes o termo é usado para se referir à teoria da identidade, a ideia de que estados mentais são estados neurológicos. Logo um behaviorista ou funcionalista, segundo esta terminologia não seria considerado um fisicalista. Obviamente, este é um uso muito mais restrito do que aquele que estamos a discutir neste artigo. 
Segundo, pode-se pensar que fisicalismo de superveniência é incompatível com eliminativismo, a doutrina de que estados psicológicos não existem. A razão é que, se que estados psicológicos são supervenientes a estados físicos, isto parece implicar que, ao contrário do que o eliminativismo afirma, estados psicológicos de facto existem. Mas estas posições não são incompatíveis, pois uma coisa pode ser, por exemplo, psicologicamente idêntica a outra mesmo quando nenhuma delas tem qualquer tipo de estado psicológico.

## Fisicalismo de instâncias e fisicalismo de tipos
Vamos, agora, comparar o fisicalismo de superveniência com duas versões alternativas. A primeira chamamos de fisicalismo de instâncias (do inglês token), e pode ser formulada da seguinte forma:
Fisicalismo de instâncias: Para cada particular real (objeto, evento, ou processo) x, existe um particular físico y, tal que x=y.
Fisicalismo de superveniência (FS daqui em diante) não implica nem é implicado por fisicalismo de instâncias (FI daqui em diante). O simples facto de cada particular ter uma propriedade física não exclui a possibilidade de alguns particulares também terem propriedades mentais não supervenientes, por exemplo, propriedades mentais que são apenas contingentemente relacionadas com o físico. Mas FS exclui esta possibilidade, logo FI não implica FS. De forma semelhante, FS, ao contrário de FI, não requer que um objeto não-físico, por exemplo um sistema de justiça, seja idêntico a um objeto físico. Por esta razão, FS também não implica FI 
FS é logicamente distinto de FI. Este ponto mostra que FI não apreende fisicalismo mínimo. A vantagem de introduzir FI na discussão tem que ver com a ideia de que os níveis superiores de afirmações científicas requerem mecanismos físicos. FS por si só não implica esta ideia. Mas FI é visto como uma forma de garantir este requisito.   
A segunda versão chama-se fisicalismo de tipos e é a generalização e extensão de FI:
Fisicalismo de tipos: Para cada propriedade mental F de facto instanciada, existe uma propriedade física G tal que F=G.
Ao contrário de FI, fisicalismo de tipos (FT daqui em diante) certamente implica FS: se cada propriedade instanciada no mundo vigente é idêntica a uma propriedade física, então um mundo idêntico ao nosso em todos os aspectos físicos também seria idêntico em todos os outros aspectos. No entanto, FS não implica FT. A razão é que, enquanto que o domínio de atuação de FT se cinge às propriedades realmente instanciadas, FS é compatível a existência de propriedades não-instanciadas por qualquer particular físico.
Sob um certo conjunto de assunções acerca de superveniência e fechamento lógico, e entendendo FS como uma verdade necessária, é possível argumentar que FS implica logicamente FT. Mas a interpretação dessas assunções é discutível e está para além dos objetivos deste artigo. 

## Fisicalismo redutivo
Antes do desenvolvimento da noção de superveniência, fisicalismo era interpretado como uma tese reducionista. A ideia geral é que tudo no mundo pode realmente ser reduzido à sua base física ou material fundamental. Hoje em dia ainda é discutido se um fisicalista deve ser reducionista. Para abordar esta discussão, é importante começar por notar que há diversas versões de reducionismo que não são equivalentes entre si.
Uma ideia está ligada com a noção de análise conceptual ou redutiva, onde se tenta analisar os conceitos em termos de outros conceitos. Aplicada à filosofia da mente, esta noção pode ser entendida como implicando a ideia de que cada conceito ou predicado mental é analisado em termos de um conceito ou predicado físico. Mais formalmente dizemos que:
(6) Reducionismo é verdadeiro se e só se, para cada predicado mental F, existe um predicado físico G tal que, uma proposição da forma "x é F se e só se x é G" é analiticamente verdadeira.
Atualmente quase ninguém defende (6). Contra esta versão está, por exemplo, a proposta de J. J. C. Smart de que, para além das expressões físicas, também há uma classe de expressões que são de tópico neutral, ou seja, não são mentais nem físicas, mas que, quando conjugadas com alguma teoria, aumentam significativamente o poder expressivo da teoria. Sugerir que se pode analisar expressões mentais em termos de tópicos neutrais significa que o fisicalista pode rejeitar (6). Esta manobra é uma das inovações centrais da filosofia da mente apoiada e desenvolvida também por cientistas funcionalistas e cognitivos. 
Uma noção diferente de redução deriva de uma tentativa dos filósofos da ciência explicarem redução interteórica. A formulação clássica desta noção foi dada por Ernest Nagel, segundo o qual, uma teoria era reduzida a outra se fosse possível derivar logicamente a primeira da segunda junto com, o que ele chamou de, "leis ponte". Estas leis conectam os predicados da teoria reduzível (a teoria a ser reduzida) com os predicados da teoria reduzida (o resultado da redução). Tomando como exemplo a redução da psicologia à neurologia, a formulação desta versão é dada por:
(7) Reducionismo é verdadeiro se e só se, para cada predicado mental F existe um predicado neurológico G tal que, uma proposição da forma "x é F se e só se x é G" expressa uma lei ponte.
Existe, também neste caso, alguma relutância entre os fisicalistas para aceitar (7). A realização múltipla, a ideia de que diferentes processos neurológicos subjazerem o mesmo processo psicológico, tem apoio empírico e parece falsear (7). 
Uma terceira noção de reducionismo tem um foco mais metafísico. De acordo com esta noção, reducionismo significa que propriedades expressas por predicados de uma teoria psicológica, por exemplo, são idênticos às propriedades expressas por predicados de uma teoria neurológica. Esta versão de reducionismo é, na sua essência, uma versão de FI ou de FT. No entanto, se o fisicalista está comprometido apenas com FS, então não está comprometido com FT, nem tem de ser um reducionista neste sentido mais metafísico.
Uma noção final de reducionismo, que é preciso distinguir das anteriores, discute se proposições mentais seguem a priori de proposições não-mentais:
(8) Reducionismo é verdadeiro se e só se, para cada predicado mental F existe um predicado não-mental G tal que uma proposição com a forma "se x é F, então x é G" é a priori.
A formulação (8) diz que, se o reducionismo é verdadeiro, o conhecimento a priori mais o conhecimento de verdades físicas, permitem conhecer verdades mentais. Esta posição é contestada na filosofia contemporânea, e também debatida no contexto de um problema mais geral: a disputa entre fisicalismo a priori e fisicalismo a posteriori.

## Fisicalismoa priorie fisicalismoa posteriori
Vimos anteriormente que, se fisicalismo é verdadeiro, então (3) é verdadeiro, onde S é uma declaração acerca da natureza física do mundo, e S* é uma declaração acerca da natureza total do mundo:
(3) S implica S*.
Isto pode ser reformulado para a forma de uma condicional necessária:
(9) Se S, então S*.
Se (9) é necessária, a surge a questão se é a priori ou a posteriori. Tradicionalmente proposições necessárias eram consideradas serem também a priori, mas desde o trabalho de Saul Kripke sobre este tópico é aceite que há verdades necessárias a posteriori. Com esta possibilidade surgiram defensores de um fisicalismo a posteriori, para os quais (9) é necessária a posteriori.
O apelo ao fisicalismo necessário a posteriori é atrativo pois oferece uma interpretação de um fisicalismo não-redutivo e responde a algumas questões relacionadas com qualia e intencionalidade. A ideia de que existem verdades necessárias a posteriori tem duas interpretações possíveis e ambas têm os seus problemas.
A primeira, chamada visão da derivação, afirma que as verdades necessárias a posteriori são derivadas a priori de verdades contingentes a posteriori. Se esta visão está correta, então existe uma declaração contingente a posteriori S# que implica logicamente (9). No entanto, se S# implica (9) então, pode-se inferir que a declaração seguinte é necessária a priori:
(10) Se S & S#, então S*.
Por outro lado, se fisicalismo for verdadeiro e S sumariza a natureza total do mundo, é razoável supor que "S#" já está implicitamente incluído em S. Ou seja, (10) é apenas uma expansão de (9). Mas, se (10) é uma expansão de (9), então, se (10) é a priori, (9) também é a priori. Isto gera uma contradição com a suposição inicial de que (9) é necessária a posteriori.
Uma possível resposta a isto é rejeitar a visão da derivação e invocar a segunda interpretação da ideia de verdades necessárias a posteriori — a visão da não-derivação — segundo a qual existem verdades necessárias a posteriori não-derivadas de verdades contingentes nem verdades a priori. No entanto, esta visão também é controversa e um debate em aberto na filosofia analítica contemporânea.

## Fisicalismo realista
O fisicalismo realista ou monismo realista de Galen Strawson é a visão de que o fisicalismo implica o panpsiquismo – ou pelo menos o micropsiquismo. Strawson argumenta que "muitos—talvez a maioria—daqueles que se autodenominam fisicalistas ou materialistas [estão erroneamente] comprometidos com a tese de que as coisas físicas são, em si mesmas, em sua natureza fundamental, algo total e completamente não experiencial (...) mesmo quando estão preparados para admitir com Eddington que as coisas físicas têm, em si mesmas, 'uma natureza capaz de se manifestar como atividade mental', ou seja, como experiência ou consciência". Como os fenômenos experienciais alegadamente não podem emergir de fenômenos totalmente não experienciais, os filósofos são levados ao dualismo de substância, ao dualismo de propriedades, ao materialismo eliminativo e a "todas as outras tentativas insanas de redução total do mental para o não mental".
"Fisicalistas autênticos devem aceitar que pelo menos alguns elementos últimos envolvem intrinsecamente a experiência. Devem, pelo menos, abraçar o micropsiquismo. Dado que tudo o que é concreto é físico, e que tudo o que é físico é constituído por elementos últimos físicos, e que a experiência faz parte da realidade concreta, parece a única posição razoável, mais do que apenas uma 'inferência para a melhor explicação' (...) Micropsiquismo ainda não é pampsiquismo, pois, do jeito que as coisas estão, fisicalistas realistas podem conjeturar que apenas alguns tipos de últimos são intrinsecamente experienciais. Mas devem admitir que o pampsiquismo pode ser verdadeiro, e o grande passo já foi dado com o micropsiquismo: a admissão de que pelo menos alguns elementos últimos devem ser experienciais. 'E fosse a essência mais íntima das coisas revelada a nós'. Penso que a ideia de que alguns, mas não todos os elementos últimos físicos são experienciais se pareceria com a ideia de que alguns, mas não todos os últimos físicos são espaço-temporais (partindo do pressuposto de que o espaço-tempo é de fato uma característica fundamental da realidade). Eu apostaria muito contra a existência de uma heterogeneidade tão radical no cerne das coisas. Na verdade (para discordar do meu eu anterior), é difícil entender por que essa visão não seria considerada uma forma de dualismo (...) Então, agora posso dizer que o fisicalismo, isto é, o fisicalismo real, implica panexperiencialismo ou pampsiquismo. Toda substância física é energia, de uma forma ou de outra, e toda energia, eu acho, é um fenômeno que envolve experiência. Isso me pareceu loucura por muito tempo, mas estou bastante acostumado, agora que sei que não há alternativa além do 'dualismo de substância' (...) O fisicalismo real, o fisicalismo realista, implica papsiquismo, e quaisquer problemas que esse fato levante são problemas que um fisicalista real deve enfrentar." 
— Galen Strawson, Consciousness and Its Place in Nature: Does Physicalism Entail Panpsychism?